# Louis Hunter
Louis Hunter (Sydney, Australia, 17 de março de 1992) é um ator australiano, mais conhecido por interpretar Nick Armstrong em The Secret Circle e Kyle Mulroney em Out of the Blue.

## Carreira
Louis Hunter nasceu em Sydney, Austrália. Ele vem atuando na televisão desde que tinha 17 anos de idade, com seu primeiro papel como Kyle Mulroney em Out of the Blue em 2008. Ele também apareceu em 5 episódios de The Secret Circle em 2011. Louis Hunter começou sua carreira de ator no teatro, desempenhando o papel de Príncipe Edward em "War of the Roses" de Sydney Theatre Company, e no papel de Mercutio em "Romeu e Julieta". Louis também emprestou sua voz para dar vida ao personagem Jack Foster, no jogo Battlefield 1.

## Filmografia
Cinema e Televisão
| Ano         | Título                   | Personagem      |
| ----------- | ------------------------ | --------------- |
| 2016        | Our Last Day as Children | Jeremy Walter   |
| 2016        | The Honor Farm           | JD              |
| 2016        | The Fosters              | Nick Stranos    |
| 2016        | Jack Goes Home           | Duncan          |
| 2015        | Killing Animals          | Ryan            |
| 2015        | Jimmy                    | Jimmy           |
| 2014        | Red Band Society         | Jay             |
| 2011 - 2012 | The Secret Circle        | Nick Armstrong  |
| 2008 - 2009 | Out of the Blue          | Kyle Mulroney   |
| 2018        | Troy: Fall of a City     | Paris/Alexandre |